# Гунько, Артемий Дмитриевич
Арте́мий Дми́триевич Гунько́ (род. 6 апреля 2004, Москва) — российский футболист, полузащитник армянского клуба «Урарту». Сын Дмитрия Гунько.

## Биография
Родился в Москве.
Воспитанник академии московского «Спартака». 12 января 2023 года подписал профессиональный контракт с клубом.
1 февраля 2024 года на правах свободного агента перешёл в «Космос». 7 апреля 2024 года в матче Второй лиги (дивизион «Б») против тамбовского «Спартака» дебютировал в профессиональном футболе. 
В сезоне 2024 с клубом стал серебряным призёром Второй лиги (дивизион «Б», группа 3).
23 февраля 2025 года присоединился к армянскому клубу «Урарту». 9 марта 2025 года в матче против «Пюника» дебютировал в чемпионате Армении. 
В сезоне 2024/25 с командой стал бронзовым призёром чемпионата Армении. 10 июля 2025 года в матче против гродненского «Немана» дебютировал в квалификационном раунде Лиги конференций УЕФА.

## Статистика выступлений
| Выступление      | Выступление       | Выступление      | Лига | Лига | Кубки | Кубки | Еврокубки | Еврокубки | Итого | Итого |
| Клуб             | Лига              | Сезон            | Игры | Голы | Игры  | Голы  | Игры      | Голы      | Игры  | Голы  |
| ---------------- | ----------------- | ---------------- | ---- | ---- | ----- | ----- | --------- | --------- | ----- | ----- |
| Космос           | Вторая лига («Б») | 2024             | 27   | 4    | 2     | 1     | —         | —         | 29    | 5     |
| Космос           | Итого             | Итого            | 27   | 4    | 2     | 1     | —         | —         | 29    | 5     |
| Урарту           | АПЛ               | 2024/25          | 7    | 2    | 2     | 0     | 0         | 0         | 9     | 2     |
| Урарту           | АПЛ               | 2025/26          | 3    | 0    | 0     | 0     | 2         | 0         | 5     | 0     |
| Урарту           | Итого             | Итого            | 10   | 2    | 2     | 0     | 2         | 0         | 14    | 2     |
| Всего за карьеру | Всего за карьеру  | Всего за карьеру | 37   | 6    | 4     | 1     | 2         | 0         | 43    | 7     |

## Достижения
«Космос»
- Серебряный призёр Второй лиги (дивизион «Б», группа 3): 2024

«Урарту»
- Бронзовый призёр чемпионата Армении: 2024/25